# Хабаров Антон Олегович
Антон Олегович Хабаров (нар. 11 січня 1981, Балашиха, Московська область, РРФСР, СРСР) — російський актор театру і кіно, найбільш відомий по телесеріалам «Братани» та «Закрита школа».
Фігурант бази даних центру «Миротворець» (свідоме порушення Державного кордону України, незаконна комерційна діяльність (участь у кінозйомках) в анексованому РФ Криму).

## Особисте життя
Одружений з актрисою театру і кіно Оленою Хабаровою. Діти — Аліна (2010 р н.). та Владислав  (2007 р.н.).

## Фільмографія
- «Закрита школа» (2011, т/с)
- «Троцький» (2017, т/с)
- «Казанова» (2020, т/с)
- «Алекс Лютий» (2020—2024, т/с, Андрій Єлісєєв) та ін.